# Palacio de Barzan
El Palacio de Barzan (en árabe:قصر برزان) es un palacio histórico, ubicado en Ha'il, Arabia Saudita, su construcción se inició en 1808 por el príncipe Muhammad Ali bin Abdul-Muhsin Al sobre un área de más de 300.000 metros cuadrados. 
El palacio se completó durante el reinado del segundo emir Rashidi, Talal ibn Abdullah (1848-1868). El palacio constaba de 3 pisos, el primero tenía las salas de recepción, jardines y cocinas. El segundo tenía las habitaciones de los huéspedes diplomáticas. El tercero tenía las habitaciones de la familia real. Estaba cerca de Barzan zoco. Abdulaziz bin Saúd de Arabia Saudita dio la orden de destruir el palacio después de haber derrocado al último emir de Al-Rashid del poder en 1921.